# Chloroceryle amazona
El  martín pescador amazónico (Chloroceryle amazona) es una especie de ave coraciiforme de la familia Cerylidae que reside en las tierras bajas de los trópicos americanos; se distribuye geográficamente desde el sur de México a través de Centroamérica al norte y centro de Argentina. No se conocen subespecies.

## Características
Tiene 29 a 30 centímetros de largo total y pesa 110 gramos aproximadamente. Tiene la forma del martín pescador típica, con una cola corta y el pico largo. Es verde oliva en la parte superior y la cabeza, con una cresta. Le faltan las manchas blancas en las alas que sí se ven en el martín pescador verde. 
Los machos tienen la parte inferior blanca, el pecho castaño rojizo (banda ancha) y algunas rayas verdes gulares. Las hembras tienen la parte inferior blanca con los parches verdes en los lados del pecho y rayas gulares verdes. Las aves jóvenes se parecen la hembra adulta, pero tienen manchas blancas en las alas.

## Historia natural
Este martín pescador grande cría en barrancas de arroyos o ríos. El nido es un túnel horizontal hecho en un banco del río, de 1,6 metros de profundidad y 10 centímetros de diámetro. La hembra pone tres, a veces cuatro, huevos de color blanco. 
El martín pescador de amazónico se parece al martín pescador verde con el cual es simpátrico en su distribución geográfica (las áreas de distribución de ambas especies no se superponen). 
Estas aves a menudo tienen una llamada de áspera. El canto es raro oírlo, lo emite desde la copa de los árboles. Se ven a menudo  posados en una rama cerca del agua antes de zambullirse, para capturar un pez.